# Residenzensemble Schwerin
Das Residenzensemble Schwerin umfasst das Schweriner Schloss und weitere 37 Gebäude außerhalb der Schlossinsel in der Stadt Schwerin. Es ist seit dem 27. Juli 2024 UNESCO-Welterbe. Die Bemühungen um die Aufnahme in die Welterbeliste begannen im Jahr 2000 auf Initiative des Vereins Pro Schwerin e. V. Die Idee der UNESCO-Bewerbung als „Schweriner Schlossensemble“ wurde 2001 durch einen Beschluss der Stadtvertreter und 2007 durch einen entsprechenden Landtagsbeschluss bekräftigt. 2010 wurde die Kooperationsvereinbarung zur gemeinsamen Unterstützung der Bewerbung zwischen dem Land Mecklenburg-Vorpommern, dem Landtag Mecklenburg-Vorpommern und der Landeshauptstadt geschlossen. 2015 gründete sich aufgrund des bürgerschaftlichen Engagements der „Welterbe Schwerin Förderverein e. V.“. Im selben Jahr konstituierte sich der Wissenschaftliche Fachbeirat Welterbe zur Welterbe-Bewerbung, den das damalige Ministerium für Bildung, Wissenschaft und Kultur des Landes Mecklenburg-Vorpommern berufen hat. Am 1. Februar 2023 wurde die Bewerbung der UNESCO in Paris übergeben.
Die Gebäude des Gesamtensembles sind kontinuierlich baulich gewachsen, beginnend mit ersten Bauten aus dem 18. Jahrhundert, denen ein Höhepunkt der Bautätigkeit im 19. Jahrhundert folgte. Durch Rückgriffe auf regionale architekturhistorische Traditionen (Johann-Albrecht-Stil) und die Landesgeschichte verweist es auf eine lange Herrschaftsgeschichte, wie beim Reiterstandbild Niklots im Schweriner Schloss.

## Beschreibung
Das im Nordwesten des Landes Mecklenburg-Vorpommern gelegene Residenzensemble Schwerin ist umfassend erhalten und weist funktionell und baulich eine große Vielfalt auf. Es zeigt eine komplexe Residenzinfrastruktur mit individuellen Gebäuden für Regierung, Verwaltung, Kultur, Bildung, sakrale Funktionen, Militär und Hoflieferanten.
Über 30 heute noch erhaltene Bestandteile des Ensembles sind Teil des Welterbes:
|    | Gebäude                                                 | Foto |
| -- | ------------------------------------------------------- | ---- |
| 01 | Schweriner Schloss                                      |      |
| 02 | Burggarten & Schlossgarten                              |      |
| 03 | Altes Palais                                            |      |
| 04 | Neustädtisches Palais                                   |      |
| 05 | Greenhouse                                              |      |
| 06 | Kavaliershaus                                           |      |
| 07 | Hoftheater mit Maschinenhaus und Kulissenmagazin        |      |
| 08 | Museum mit ehemaligem Direktorenwohnhaus                |      |
| 09 | Dom mit Grablege und Herrschaftsstand                   |      |
| 10 | Schelfkirche St. Nikolai mit Gruft und Herrschaftsstand |      |
| 11 | St.-Pauls-Kirche mit Herrschaftsstand                   |      |
| 12 | Ministerhotel/Münze                                     |      |
| 13 | Ministerpalais                                          |      |
| 14 | Großherzogliches Amtshaus                               |      |
| 15 | Großherzogliche Hausverwaltung                          |      |
| 16 | Kollegiengebäude I                                      |      |
| 17 | Kollegiengebäude II                                     |      |
| 18 | Ehemaliges Fridericianum am Pfaffenteich                |      |
| 19 | Landeshauptarchiv Schwerin                              |      |
| 20 | Altes Hofgärtnerhaus                                    |      |
| 21 | Großherzoglicher Jägerhof                               |      |
| 22 | Hofgärtner-Etablissement                                |      |
| 23 | Marstall und Marstallhalbinsel                          |      |
| 24 | Großherzoglicher Krankenpferdestall                     |      |
| 25 | Großherzogliche Dampfwäscherei                          |      |
| 26 | Großherzogliche Leinen- und Bettenkammer                |      |
| 27 | Demmlersches Wohnhaus                                   |      |
| 28 | Villen an der Werderstraße 125–139                      |      |
| 29 | Villa an der Werderstraße 141                           |      |
| 30 | Hoflieferant Uhle                                       |      |
| 31 | Hoflieferant Wöhler                                     |      |
| 32 | Hoflieferant Krefft                                     |      |
| 33 | Bahnhof und Fürstenzimmer                               |      |
| 34 | Alte Artilleriekaserne                                  |      |
| 35 | Neue Artilleriekaserne                                  |      |
| 36 | Offizierscasino                                         |      |
| 37 | Arsenal                                                 |      |
| 38 | Kommandantenhaus                                        |      |

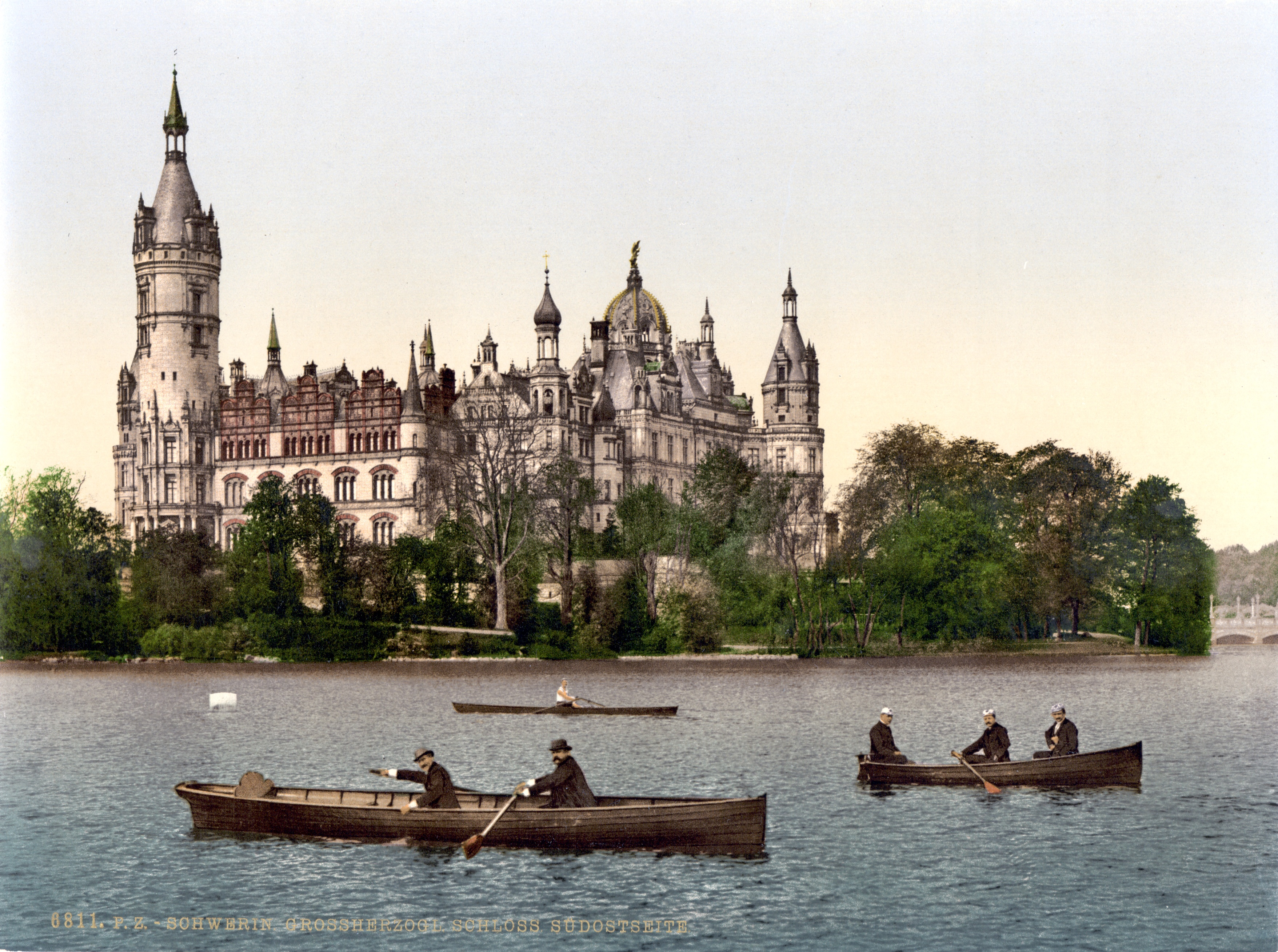
Schweriner Schloss um 1900

Zentrum des Residenzensembles ist das Schweriner Schloss. Es gilt als Musterbeispiel eines historistischen Residenzschlosses, das Zentrum und Ausdruck politischer Macht und gleichzeitig monarchischer Wohnsitz und Denkmal der Dynastie war. Im Schloss befindet sich das einzige noch original erhaltene Thronappartement, bestehend aus Thronsaal, Ahnengalerie und Schlössergalerie.
Die ursprünglich zu Verteidigungszwecken gewählte Insellage des Schlosses wurde durch den Umbau im 19. Jahrhundert zu einem malerischen Szenario umgedeutet, das dennoch maßgeblich Stadt und umgebende Landschaft prägt und durch zahlreiche gestalterische, funktionale und visuelle Verbindungen mit anderen Bauten des Residenzensembles in Beziehung tritt.

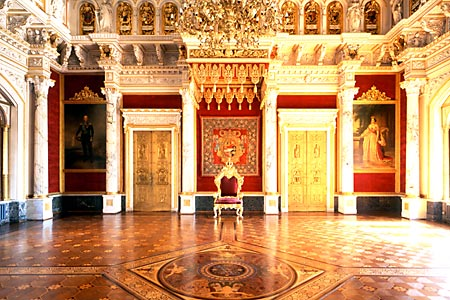
Thronsaal des Schweriner Schlosses

## Kriterien
Die UNESCO hat mit dem 1972 verabschiedeten internationalen Übereinkommen zum Schutz des Kultur- und Naturerbes der Welt die Aufgabe übernommen, Kultur- und Naturgüter von »außergewöhnlichem universellen Wert« zu schützen und zu erhalten. Mit dem Status des Weltkulturerbes obliegt die Verantwortung für das in die Welterbeliste aufgenommene Kulturgut nicht mehr nur dem einzelnen Staat, sondern der gesamten Menschheit. Hierfür hat die Welterbekonvention zehn Kriterien zur Aufnahme von Stätten in das Weltkulturerbe entwickelt.
Die Welterbebewerbung des Residenzensembles Schwerin erfolgte mit den Kriterien (iii) und (iv):
Kriterium (iii) – ein einzigartiges oder zumindest außergewöhnliches Zeugnis von einer kulturellen Tradition oder einer bestehenden oder untergegangenen Kultur darstellen

„Das in einzigartiger Weise geschlossen erhalten gebliebene Residenzensemble Schwerin ist ein Zeugnis monarchischer Tradition und Symbolik der Dynastie des Hauses Mecklenburg-Schwerin ab dem frühen 18. Jahrhundert bis zum Ende der Monarchie 1918. Die Dynastie leitete ihren Herrschaftsanspruch von den slawischen Obotritenfürsten ab und hatte ihren Herrschaftssitz stets vor Ort beibehalten. Der Ausbau des Residenzensembles Schwerin ab dem 18. Jahrhundert, aber vor allem im 19. Jahrhundert beinhaltete immer wieder zahlreiche Verweise auf die eigene Geschichte. Dieser Anspruch auf Legitimation wie auch die Herrschaft selbst lassen sich so in eindrucksvoller Weise an der einzigartig erhalten gebliebenen architektonischen Gestaltung des Ensembles sowie seiner Ausstattung, Heraldik und Emblematik ablesen. Beispiele dafür sind das Thronappartement, die Nutzung des Johann-Albrecht-Stils, Monogramme, Wappen, sakrale Grablegen sowie die monumentale Niklot-Statue.“

Kriterium (iv) – ein hervorragendes Beispiel eines Typus von Gebäuden, architektonischen oder technologischen Ensembles oder Landschaften darstellen, die einen oder mehrere bedeutsame Abschnitte der Menschheitsgeschichte versinnbildlichen
Das außergewöhnlich umfassend erhalten gebliebene Residenzensemble Schwerin wird in herausragender Weise durch untereinander verbundene architektonische Monumente geprägt. Es bildet in seiner städtebaulichen Struktur ein Musterbeispiel für eine deutsche Residenz mit Planungsbeginn im frühen 18. Jahrhundert und einem Schwerpunkt im 19. Jahrhundert. Das Residenzensemble stellt ein komplexes architektonisches Ensemble dar, welches monarchische Symbolik, religiöse Legitimierung, Staatsverwaltung, militärische Funktionen und höfische Infrastruktur repräsentiert.
Das Residenzschloss wiederum stellt einen Höhepunkt der europäischen Schlossbaukunst des Historismus des 19. Jahrhunderts dar. Die Gebäude um den Alten Garten und vor allen Dingen das Residenzschloss selbst sind in einzigartiger Weise mit der Topografie am Schweriner See inszeniert.
Das Ensemble ist durch eine kontinuierliche Entwicklung der unterschiedlichen Baustile geprägt vom Barock bis zur frühen Moderne.
Mit dem Zusammenspiel von Funktion und Repräsentation ist das Residenzensemble Schwerin ein herausragendes Beispiel eines baulich und funktionell hochdifferenzierten und umfassend erhaltenen Residenzensembles des 18. und 19. Jahrhunderts.

## Kulturlandschaft
Der Antrag zur Aufnahme in die deutsche Tentativliste 2014 sah eine Bewerbung unter dem Titel „Residenzensemble Schwerin – Kulturlandschaft des romantischen Historismus“ vor. Die Neufokussierung 2020 gab den Begriff der Kulturlandschaft auf. Nach wie vor gehören weitläufige Garten- und Parkanlagen zum Antragsareal; der gesamte Schweriner Innensee ist Teil der Pufferzone.
Das Schloss wurde im Sinne eines romantischen Historismus Teil einer malerischen, nach Entwürfen Theodor Kletts und Peter Joseph Lennés gestalteten Gartenanlage. Die Einbindung des Ensembles in die eiszeitliche Seenlandschaft entspricht der romantischen Landschaftsauffassung. Die Insel Kaninchenwerder wurde ebenso in die Parklandschaft einbezogen wie das stadtseitige Seeufer mit Altem Garten, Marstall, Villen und die bis Zippendorf reichenden Promenaden. Diese weitgehend intakte, seit dem 19. Jahrhundert kaum veränderte Gartenlandschaft inklusive der Insel Kaninchenwerder wird als Erholungsraum genutzt und ist Teil des EU-Vogelschutzgebietes »Schweriner Seen«. Ihre Krönung stellt das Schloss dar, das alle Blickbeziehungen auf sich fokussiert. Durch seine Insellage vermittelt es in einer städtebaulich einmaligen Situation zwischen Stadt und umgebendem Garten- und Naturraum. Menschenwerk und Natur verbinden sich harmonisch.

## Welterbeplatz
Zum einjährigen Jubiläum der Aufnahme in das UNESCO-Welterbe wurde am Nordufer des Burgsees der Welterbeplatz eingeweiht.

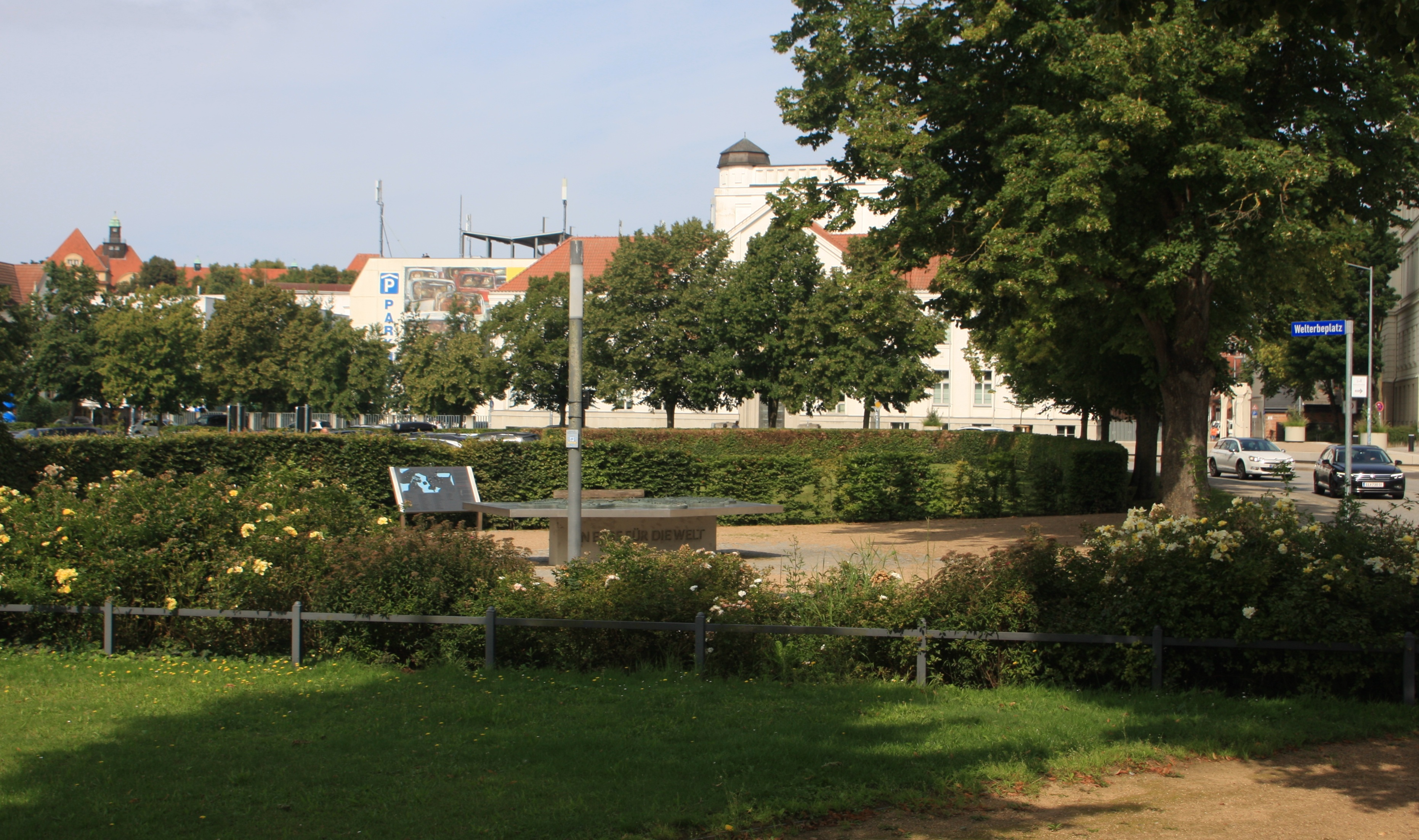
Welterbeplatz
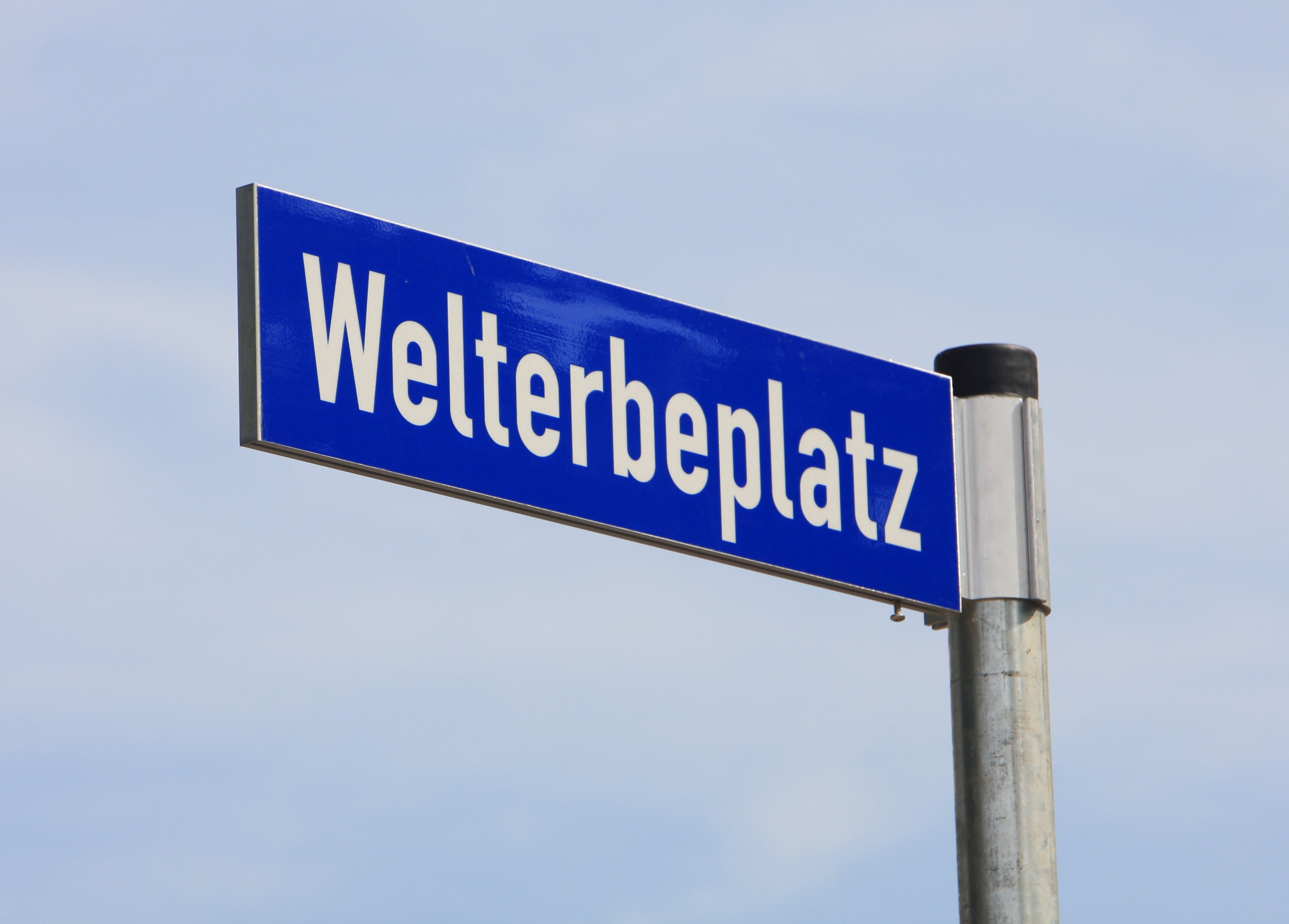
Straßenschild
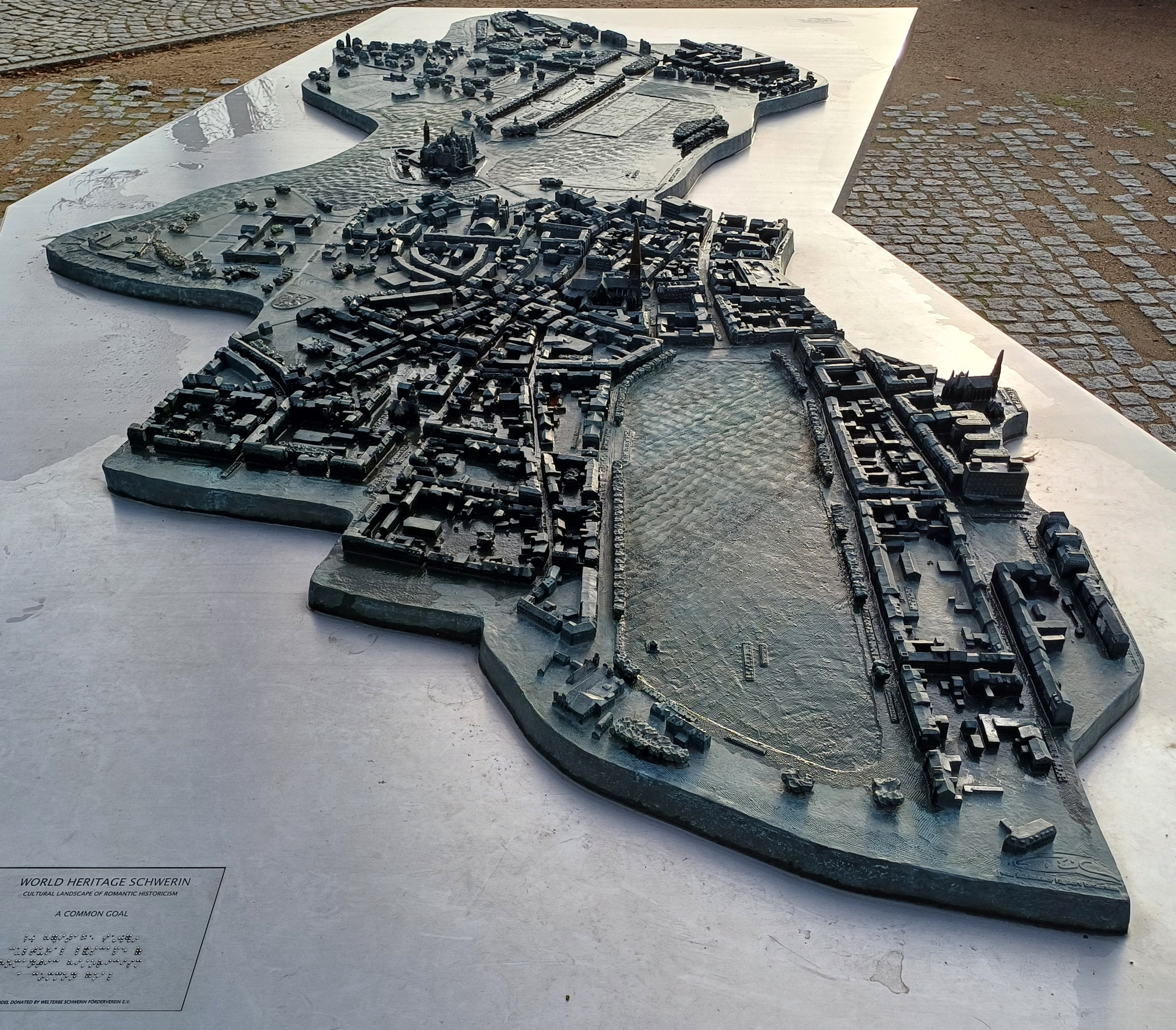
Welterbe Model
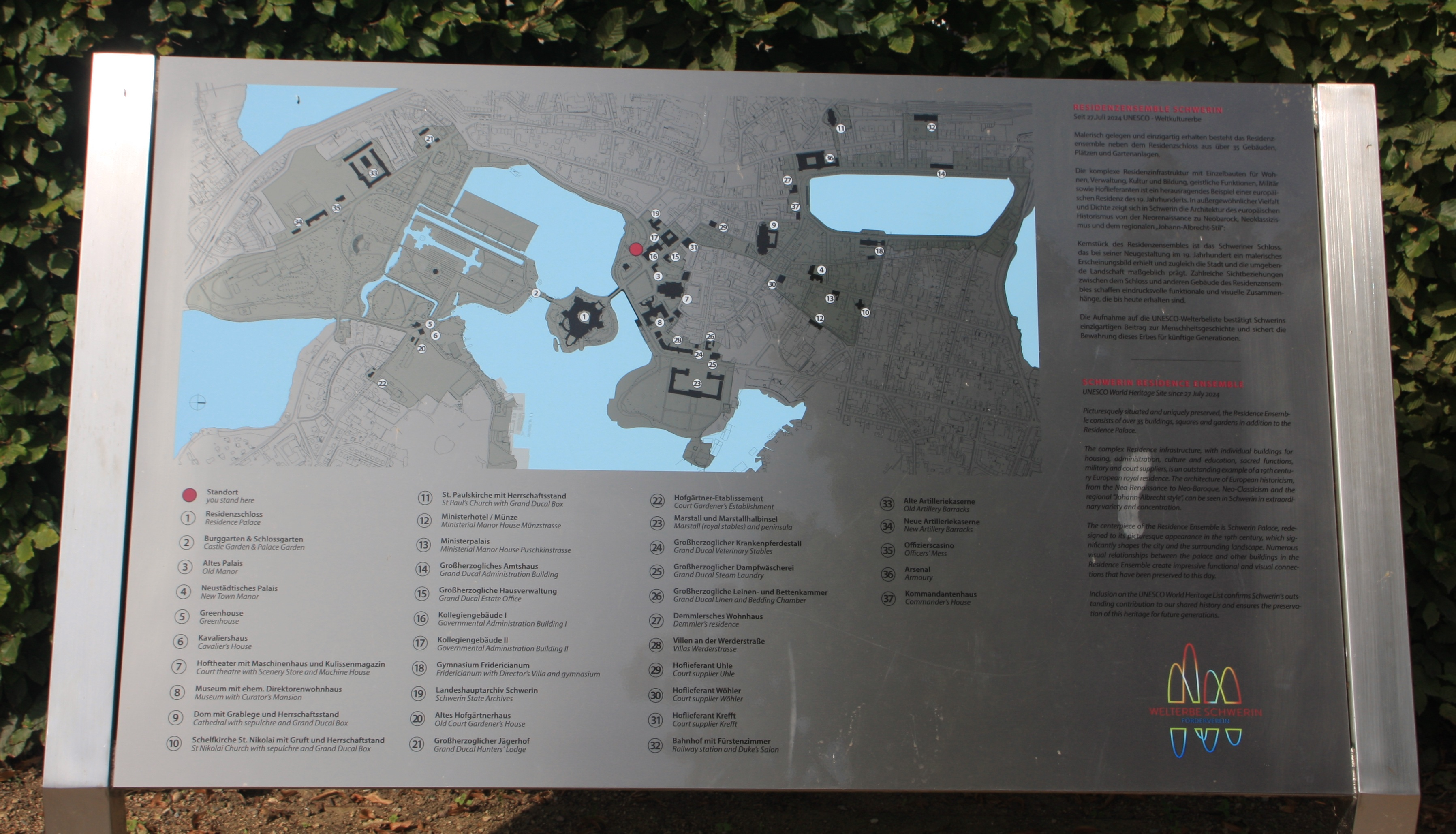
Infotafel